# Michael Hüttenhoff
Michael Hüttenhoff (* 3. Oktober 1958 in Ewersbach) ist ein deutscher evangelischer Theologe.

## Leben
Hüttenhoff studierte in den Jahren 1977 bis 1984 Evangelische Theologie an der Bergischen Universität Wuppertal, der Eberhard Karls Universität Tübingen und an der Ludwig-Maximilians-Universität München. Von 1984 bis 1985 war er wissenschaftliche Hilfskraft am Seminar für Alte Kirchengeschichte der Evangelisch-Theologischen Fakultät Münster (bei Wolf-Dieter Hauschild) und von 1987 bis 1990 war er hier wissenschaftlicher Mitarbeiter am Seminar für Systematische Theologie, wo er 1990 mit seiner Dissertation Erkenntnistheorie und Dogmatik. Das erkenntnistheoretische Problem der Theologie bei I. A. Dorner, Fr. H. R. Frank und R. A. Lipsius promoviert wurde.
1990/91 absolvierte er ein Vikariat in Werne an der Lippe, 1991/92 ein Sondervikariat am Konfessionskundlichen Institut des Evangelischen Bundes in Bensheim. Bei der Evangelischen Aussiedlerarbeit in der Bundesaufnahmestelle für Aussiedler in Hamm/Westfalen hatte Hüttenhoff 1992 bis 1993 eine Pastorenstelle inne, bevor er zunächst für ein Jahr als wissenschaftlicher Mitarbeiter und anschließend von 1994 bis 2000 als wissenschaftlicher Assistent am Seminar für Reformierte Theologie in Münster arbeitete.
Er habilitierte sich hier 1999 mit Der religiöse Pluralismus als Orientierungsproblem. Religionstheologische Studien im Fach Systematische Theologie und erhielt die venia legendi für Systematische Theologie.
2000/01 war er als Pfarrer im Kirchenkreis Hagen tätig. Seit 2001 ist er Professor für Historische und Systematische Theologie an der Universität des Saarlandes.
Seine Forschungsschwerpunkte sind Theologie der Religionen, Karl Barth, Tugendethik sowie Theologiegeschichte des 19. Jahrhunderts.
Der aktuelle Arbeitsschwerpunkt von Hüttenhoff liegt mit mehreren laufenden Projekten derzeit in der Theologiegeschichte des 20. Jahrhunderts: Günter Jacob (1906–1993). Kirchenverständnis, Zeitdiagnose und kirchliches Handeln [DFG-gefördert]; Die evangelischen Kirchen und die deutsche Frage; Die Rezeption Karl Barths in der DDR.
Zudem leitet er zusammen mit Lucia Scherzberg die Ökumenische Forschungsstelle für Kirchen- und Theologiegeschichte des 20. Jahrhunderts an der Philosophischen Fakultät I der Universität des Saarlandes.

## Schriften
Als Autor:
- Erkenntnistheorie und Dogmatik. Das erkenntnistheoretische Problem der Theologie bei I. A. Dorner, Fr. H. R. Frank und R. A. Lipsius (= Unio und Confessio. Bd. 16). Bielefeld 1991.
- Der religiöse Pluralismus als Orientierungsproblem. Religionstheologische Studien. Leipzig 2001.

Als Herausgeber:
- mit Kai Horstmann und Heinz Koriath: Gerechtigkeit – eine Illusion? Interdisziplinäre Ringvorlesung Saarbrücken WS 2002/3 (= Symposion. Anstöße zur interdisziplinären Verständigung. Bd. 5). Münster 2004.
- mit Wolfgang Kraus und Bernd Schröder: Die Bibel und die Kultur der Gegenwart. Saarbrücker Ringvorlesung im Sommersemester 2006(= Annales Universitatis Saraviensis: Philosophische Fakultäten. Bd. 27). St. Ingbert 2007.
- mit Reinhold Bernhardt: Religion und Wissenschaft (= Theologische Zeitschrift. Bd. 67 [2011], H. 4). Basel 2011.
- mit Michael Beintker und Peter Zocher: Karl Barth: Vorträge und kleinere Arbeiten 1930–1933 (= Karl Barth Gesamtausgabe. Bd. 49). Zürich 2013.
- Christliches Europa? Studien zu einem umstrittenen Konzept. Leipzig 2014.
- mit Hennig Theißen: Abwehr – Aneignung – Instrumentalisierung. Zur Rezeption Karl Barths in der DDR (= Greifswalder theologische Studien. Bd. 24). Leipzig 2015.
- mit Michael Beintker und Peter Zocher: Karl Barth: Vorträge und kleinere Arbeiten 1934–1935 (= Karl Barth Gesamtausgabe. Bd. 52). Zürich 2017.